# 複合社会
複合社会（ふくごうしゃかい）とは、分節的に存在していた小社会がひとつの政治組織のなかで統合されている状況を指す社会学・文化人類学の用語である。複数の論者により異なる文脈で提唱されている。

## 概念

### ハーバート・スペンサー
ハーバート・スペンサーは社会進化論の立場にもとづき、複合社会（compound society）の概念を提唱した。社会が原始的な単純社会（simple society）からより高度な社会に成長する中で生じる、複数の単純社会が合成され、ひとつの政治組織を有する社会になった状態を指す。スペンサーによれば、人類社会は小規模な部族社会からはじまり、統合化の度合いが進むなかで単純社会から複合社会、二重複合社会から三重複合社会へと進化していく。

### ジョン・シデナム・ファーニヴァル
ジョン・シデナム・ファーニヴァルは、1939年の『蘭印経済史（Netherlands India）』にて「同一の政治単位にあって、隣り合って生活しているけれども、お互いに混じり、融合しないでいる二個以上の要素、または社会体制を含む社会」としての複合社会（plural society）の概念を提唱した。ファーニヴァルはイギリス領ビルマにおいて植民地官僚として勤務していた人物であり、1948年の『植民地政策と実践（Colonial Policy and Practice）』においては、複合社会の例としてイギリス領のビルマおよびオランダ領東インドのジャワ島を紹介している。いわく、これらの地域においてはヨーロッパ人・インド人・華人・現地住民がそれぞれ独自に社会を形成しており、彼らが自らの所属する社会を越えて交流するのは市場での買い物といった、ごく限られた機会のみであるという。彼は、植民地世界において、諸民族集団のつながりが経済的なもの以上のなにかにはならなかったゆえに、このような社会があらわれたと論じた。
ファーニヴァルは複合社会は熱帯一般に見られると主張したが、タイの華僑を調査したウィリアム・スキナーは複合社会は同地域に当てはめることができないと主張した。ジャマイカの人類学者であるマイケル・ガーフィールド・スミスは、ファーニヴァルの概念を借用したうえで拡張し、複合社会（多元社会）は複数の社会が差別的に統合されている構造的多元主義だけでなく、政治的な平等性が保証された上で、生活のあり方に多元性が存在する状態である文化的多元主義、複数の政体が分節的に存在する状態である社会的多元主義によっても成立すると論じた。

### アルフレッド・ラドクリフ＝ブラウン
アルフレッド・ラドクリフ＝ブラウンは、アフリカの植民地におけるヨーロッパ人の支配と現地住民の伝統文化社会の二層構造を指して複合社会（composite society）の言葉を用いた。青柳清孝によれば、ラドクリフ＝ブラウンの論じる「複合社会」は植民地社会におけるヨーロッパ人と現地住民の関係のみを指しているという点において、ファーニヴァルの論じるものよりも限定的である。一方で、浜田明範によればラドクリフ＝ブラウン自身は「composite society」と「plural society」を互換的に用いている。ジェイムズ・クライド・ミッチェルは、ラドクリフ＝ブラウンとファーニヴァルがそれぞれ提唱する「複合社会」を、いずれもおおむね同義語として取り扱っている。